# 广东东江各属行政委员公署旧址
广东东江各属行政委员公署旧址，位于广东省汕头市金平区外马路129号，曾是广州国民政府东江各属行政委员公署所在地，1979年被列入第二批广东省文物保护单位。

## 历史
1925年10月，广州国民政府组织国民革命軍東征，以征讨盘踞在粤东地区的粤军陈炯明残部。11月4日东征军进入汕头，陈炯明被迫解散军队，退居香港。时任东征军政治部总主任的周恩来被国民政府任命为东江各属行政委员，驻汕头统辖潮汕、惠阳、兴梅所属三地区二十七个县市的行政工作。1926年2月1日，周恩来在东江各属行政委员公署门口公布就职通告，正式就任。3月16日，广州国民政府接受周恩来的请求，宣布免去其东江各属行政委员的职务。1928年4月东江各属行政委员公署被东江善后委员公署替代。

## 建筑
广东东江各属行政委员公署旧址是一座五间三进二天井祠堂建筑，建于清光绪十四年（1888年），占地面积2008平方米，其外观采用硬山顶、人字封火山墙，素胎瓦，前门表层墙体贴花鸟诗文书法花岗岩石雕，左右各有麻石质石鼓1对，屋内为五瓜抬梁式木结构。房屋建成后原拟作“同庆善堂”之用，但后来由于经费缺乏而停办。光绪二十七年（1901年），台湾爱国志士丘逢甲在此设立同文学堂，成为汕头市新式学校之始。1915年，同文学堂改为岭东甲种商业学校。1979年12月广东省人民政府公布为文物保护单位。现为汕头市外马路第三小学校址。